# Polúixkino
Polúixkino (en rus: Полушкино) és un poble del krai de Perm, a Rússia, que en el cens del 2010 tenia 198 habitants.